# Ernemont-sur-Buchy
Ernemont-sur-Buchy ist eine französische Gemeinde mit 293 Einwohnern (Stand: 1. Januar 2022) im Département Seine-Maritime in der Region Normandie (vor 2016: Haute-Normandie). Sie gehört zum Arrondissement Rouen und zum Kanton Le Mesnil-Esnard (bis 2015: Kanton Buchy). 

## Geographie
Ernemont-sur-Buchy liegt etwa 22 Kilometer nordöstlich von Rouen. Umgeben wird Ernemont-sur-Buchy von den Nachbargemeinden Sainte-Croix-sur-Buchy im Norden und Nordwesten, Héronchelles im Osten und Südosten sowie Boissay im Süden.

## Einwohnerentwicklung
| 1962                      | 1968 | 1975 | 1982 | 1990 | 1999 | 2006 | 2013 |
| ------------------------- | ---- | ---- | ---- | ---- | ---- | ---- | ---- |
| 147                       | 121  | 116  | 177  | 184  | 187  | 192  | 273  |
| Quelle: Cassini und INSEE |      |      |      |      |      |      |      |

## Sehenswürdigkeiten
- Kirche Saint-Martin aus dem 17. Jahrhundert
- Herrenhaus aus dem 16. Jahrhundert
- Hospiz aus dem 17. Jahrhundert
- Schloss aus dem 18. Jahrhundert